# Monardella breweri
Monardella breweri är en kransblommig växtart som beskrevs av Asa Gray. Monardella breweri ingår i släktet Monardella och familjen kransblommiga växter. Inga underarter finns listade i Catalogue of Life.